# Vellonifer
Vellonifer là một chi bướm đêm thuộc phân họ Tortricinae của họ Tortricidae.

## Các loài
- Vellonifer doncasteri Razowski, 1964